# Poryš
Il Poryš (in russo Порыш?) è un fiume della Russia europea orientale, affluente di sinistra del fiume Kama (bacino idrografico del Volga). Scorre nell'Oblast' di Kirov, nel rajon Verchnekamskij.
La sorgente del fiume si trova nella parte nord-orientale della palude di Brusničnoe, 6 km a est del villaggio di Brusničnyj. Il fiume scorre a nord-est, nel corso inferiore a est attraverso un'area forestale paludosa disabitata. Il canale è molto tortuoso, nei tratti inferiori forma ristagni e lanche. Sfocia nella Kama a 1 261 km dalla foce. Ha una lunghezza di 131 km, il suo bacino è di 2 210 km².